# Phyllodactylidae
Phyllodactylidae är en familj av ödlor i infraordningen gekkota, och är nära släkt med geckoödlorna. Familjen etablerades 2008 av ett forskarlag utifrån molekylärgenetiska studier.
Familjen förekommer i Sydeuropa, Afrika, södra Nordamerika, Central- och Sydamerika samt i Sydväst- och Sydostasien. De är särskilt talrika söder om Amazonas. Till de europeiska arterna räknas murgecko (Tarentola mauritanica).
Forskarlaget Gamle et al. (2008) som fastslog familjen undersökte 44 arter med hjälp av DNA-sekvensering. Det kom även fram att Phyllodactylidae är systergruppen till familjen Gekkonidae.
Den tidigare klassificeringen av infraordningen Gekkota utgick främst från tårnas konstruktion men studien visar att dessa strukturer vid tårna evolutionärt har uppkommit flera gånger oberoende av varandra.
Arterna har en kroppslängd (huvud och bål) på 5–11 cm. De lever ofta i torra buskskogar och halvöknar men kan även förekommer i andra habitat. Medlemmar av släktena Phyllodactylus och Phyllopezus vilar vanligen i bergssprickor i klippiga regioner medan de i släktet Gymnodactylus sover under stenar eller i termitstackar. Ett avvikande levnadssätt har släktet Thecadactylus som förekommer i tropisk regnskog och klättrar i träd.

## Släkten
Släkten enligt Gamle et al. (2008):
- Asaccus Dixon & Anderson, 1973
- Haemodracon Bauer, Good & Branch, 1997
- Homonota Gray, 1845
- Phyllodactylus Gray, 1828
- Phyllopezus Peters
- Ptyodactylus Oken, 1817
- Tarentola Gray, 1825
- Thecadactylus Goldfuss, 1820

Dessutom antas att ytterligare tre släkten från Sydamerika tillhör familjen, men de ingick inte i nämnda studie.
- Bogertia Loveridge, 1941
- Garthia
- Gymnodactylus Spix, 1825